# 代县毛泽东路居
代县毛泽东路居，位于山西省忻州市代县上馆镇城内东大街北侧，代县县政府大院内，是中华人民共和国山西省文物保护单位之一。

## 历史
1948年4月6日，毛泽东、周恩来、任弼时率中共中央机关和解放军总部部分人员，由陕北吴堡东渡黄河，前往西柏坡途中，路居代县，进住旧代州衙署。

## 建筑
代县“毛主席路居纪念馆”分内外两间，毛泽东的卧室陈列当年的坐椅、书桌、砚台以及仿制的行李。

## 保护
1984年公布为第一批代县文物保护单位。市保 。2021年8月4日，公布为第六批山西省文物保护单位，编号6-312。2021年11月，山西省人民政府核定公布为第一批省级红色文化遗址。